# Placogorgia costata
Placogorgia costata is een zachte koraalsoort uit de familie Plexauridae. De koraalsoort komt uit het geslacht Placogorgia. Placogorgia costata werd in 1910 voor het eerst wetenschappelijk beschreven door Nutting. 